# Социалистическая народная партия (Индонезия)
Социалисти́ческая наро́дная па́ртия (индон. Partai Rakjat Sosialis) — политическая партия Индонезии. Была основана в 1945 году в Джакарте. В ноябре 1945 года на съезде в Черибоне объединилась с Социалистической партией Индонезии (Parsi) в единую Социалистическую партию во главе с Сутаном Шариром (индон. Sutan Sjahrir) .